# San Diego Mariners
I San Diego Mariners sono stati una squadra di hockey su ghiaccio della World Hockey Association con sede nella città di San Diego, nello stato della California. Nacquero nel 1974 e si sciolsero nel 1977. Disputarono i loro incontri casalinghi presso la San Diego Sports Arena.

## Storia
Dopo le vicende travagliate dei New York Raiders, divenuti in seguito New York Golden Blades e Jersey Knights nel 1974 la franchigia lasciò l'area di New York per trasferirsi in California a San Diego. La nuova squadra con il nome di Mariners mantenne i colori e le divise utilizzate nelle due stagioni precedenti, per coincidenza simili a quelle adottate dai San Diego Gulls che fino a quell'anno militavano nella Western Hockey League.
Nella prima stagione di attività dei Mariners la formazione fu trascinata dal centro André Lacroix, vincitore del Bill Hunter Trophy come capocannoniere della WHA con 147 punti e avanzò nei playoff dell'Avco World Trophy fino alle semifinali, dove furono sconfitti per 4-0 dagli Houston Aeros. Anche nelle due stagioni successive i Mariners conquistarono la qualificazione ai playoff, senza riuscire tuttavia a superare il primo turno.
Nella stagione 1976-77 la squadra affrontò un consistente calo di spettatori; il proprietario Ray Kroc, già a capo dei San Diego Padres e di McDonald's riuscì a vendere la franchigia a un gruppo di imprenditori di Melbourne, in Florida. Non riuscendo a trovare un'arena adatta la squadra fu rivenduta immediatamente a Bill Putnam, il quale cambiò il nome della squadra in "Florida Breakers" con l'intenzione di trasferirla all'Hollywood Sportatorium di Hollywood, fra Miami e Fort Lauderdale. Seguirono altre difficoltà e tre diversi tentativi di rilevare la franchigia, fino allo scioglimento definitivo dei Mariners nell'autunno del 1977.

## Record stagione per stagione
| San Diego Mariners |         |    |    |    |   |    |     |     |    |                                                              |
| 1974-75            | Western | 78 | 43 | 31 | 4 | 90 | 326 | 268 | 2° | vince 1º turno (Toronto) 4-2 perde semifinali (Houston) 0-4  |
| 1975-76            | Western | 80 | 36 | 38 | 6 | 78 | 303 | 290 | 3° | vince preliminari (Phoenix) 3-2 perde 1º turno (Houston) 2-4 |
| 1976-77            | Western | 81 | 40 | 37 | 4 | 84 | 284 | 283 | 3° | perde 1º turno (Winnipeg) 3-4                                |

## Record della franchigia

### Singola stagione
Gol: 54  Wayne Rivers (1974-75)
Assist: 104  André Lacroix (1974-75)
Punti: 147  André Lacroix  (1974-75)
Minuti di penalità: 143  Kevin Morrison (1974-75)

### Carriera
Gol: 112  André Lacroix
Assist: 260  André Lacroix
Punti: 362  André Lacroix
Minuti di penalità: 267  Kevin Morrison
Partite giocate: 239  André Lacroix

## Palmarès

### Premi individuali
- Bill Hunter Trophy: 1

André Lacroix: 1974-1975